# مری مانتگامری
مری مانتگامری (به انگلیسی: Mary Montgomery) (زادهٔ ۳۰ اوت ۱۹۵۶) شناگر اهل ایالات متحده آمریکا بود. 